# Cmentarz brygidek w Warszawie
Cmentarz brygidek w Warszawie – rzymskokatolicki cmentarz przyklasztorny istniejący w okolicach ul. Długiej i ul. Nalewki (współcześnie ul. Stare Nalewki). 
O nekropolii niewiele wiadomo poza tym, że istniał przy kościele Świętej Trójcy. Wspomina o nim Wiktor Gomulicki w „Z historyi ulic i uliczek warszawskich”. Daty powstania i likwidacji są nieznane. Prawdopodobnie są tożsame z historią samego kościoła i klasztoru brygidek.